# Navamediana
Navamediana es una localidad española del municipio de Bohoyo, perteneciente a la provincia de Ávila, en la comunidad autónoma de Castilla y León

## Geografía
Depende administrativamente de Bohoyo. Situada dentro del parque regional de la Sierra de Gredos, en sus alrededores partes muchos de los principales senderos para acceder a la sierra de Gredos. El río Tormes atravesia sus inmediaciones. Su población era de 22 habitantes (INE 2010), de los cuales 10 eran varones y 12 mujeres. Está en la falda de la sierra de Gredos, a una altitud de unos 1135 m.

## Historia
Hacia mediados del siglo XIX, el lugar, ya por entonces perteneciente a Bohoyo, tenía contabilizadas unas 40 casas. Aparece descrito en el decimosegundo volumen del Diccionario geográfico-estadístico-histórico de España y sus posesiones de Ultramar de Pascual Madoz de la siguiente manera:

NAVAMEDIANA: l. de la prov. de Avila, part. jud. del Barco de Avila, térm. jurisdicional y uno de los que componen la v. de Bohoyo, en cuyo pueblo estan incluidas las circunstancias de su localidad, pobl. y riqueza (V.). Tiene sobre 40 casas.
(Madoz, 1849, p. 64)

## Demografía
| Gráfica de evolución demográfica de Navamediana entre 1900 y 2023                       |
|                                                                                         |
| Fuente Instituto Nacional de Estadística de España - Elaboración Gráfica por Wikipedia. |